# Elaphoglossum stenoglossum
Elaphoglossum stenoglossum är en träjonväxtart som beskrevs av John T. Mickel. Elaphoglossum stenoglossum ingår i släktet Elaphoglossum och familjen Dryopteridaceae. Inga underarter finns listade.